# Jule Charney
Jule Gregory Charney (ur. 1 stycznia 1917 w San Francisco, zm. 16 czerwca 1981 w Bostonie)
 – amerykański meteorolog. Odegrał istotną rolę w teoretycznym opisie długich fal (związanych z ruchem powietrza) w atmosferze.

## Życiorys
W 1964 otrzymał nagrodę Amerykańskiego Towarzystwa Meteorologicznego za wieloletni wkład z rozwój meteorologii teoretycznej i nauki o atmosferze. Charney przyczynił się do rozwoju prognoz pogody opartych na teoretycznej dynamice atmosfery. Pracował nad teorią niestabilności hydrodynamicznych, strukturą huraganów tropikalnych, wymianą energii w ruchu falowym i innymi aspektami geofizycznej mechaniki cieczy. Przyczynił się do rozwoju meteorologii jako nauki ścisłej.
Jednym z jego największych osiągnięć było wyprowadzenie przybliżenia quasi-geostroficznego (1947–1948).

### Wykształcenie i praca
W 1946 uzyskał doktorat (meteorologia) na Uniwersytecie Kalifornijskim w Los Angeles. Od 1948 do 1956 pracował w Institute for Advanced Study w Princeton. W tym czasie jego szefem był amerykański matematyk John von Neumann. Grupa Charneya skonstruowała pierwszy działający model numerycznej prognozy. W 1954 Charney był jednym z założycieli jednostki prognoz numerycznych w Amerykańskiej Służbie Meteorologicznej (U.S. Weather Bureau). Był profesorem meteorologii w Massachusetts Institute of Technology od 1956 do 1981 r.